# RS-444
Pour les articles homonymes, voir Route 444.

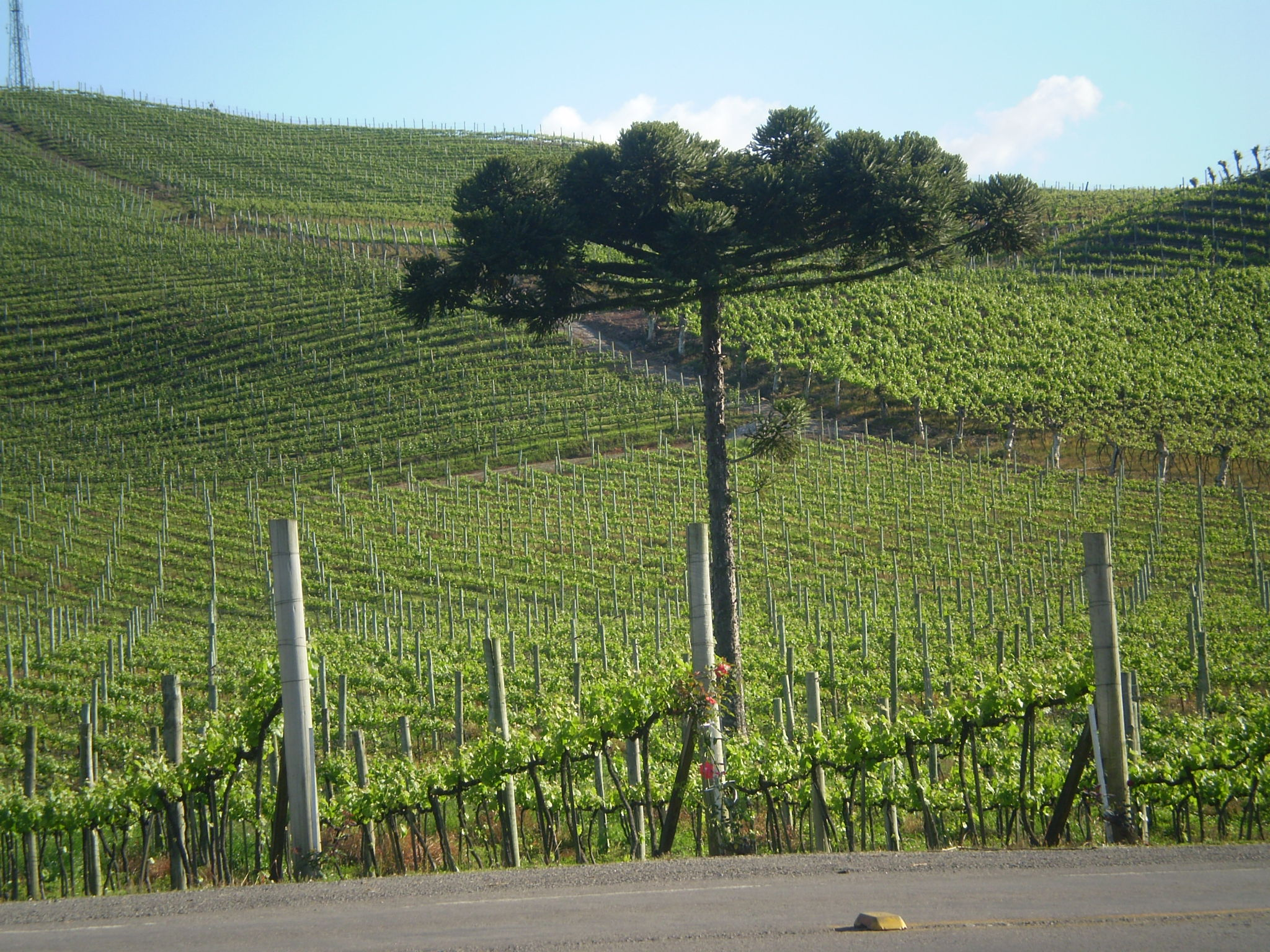
Vue des vignobles des caves Miolo depuis la RS-444.

La RS 444 est une route locale du Nord-Est de l'État du Rio Grande do Sul reliant la municipalité de Bento Gonçalves à celle de Santa Tereza. Elle dessert Bento Gonçalves, Monte Belo do Sul et Santa Tereza, et est longue de 27 km.